# Anemarrhena asphodeloides
Anemarrhena es un género monotípico perteneciente a la antigua familia de las agaváceas ahora subfamilia Agavoideae. Su única especie, Anemarrhena asphodeloides, es originaria de China.

## Descripción
Son hierbas perennes, rizomatosas. Rizoma horizontal, reptante, robusto, cubierto en la parte superior con fibras por la edad. Raíces saliendo de un lado inferior del rizoma, engrosado, carnoso. Deja varias, hierbas basales, copetudas. Escapos erectos, simples y unas brácteas estériles con un racimo terminal con muchas flores, las brácteas pequeñas, membranosas. Flores bisexuales, solitarias o en grupos de 2 o 3, subsésiles a poco pediceladas. Perianto estrecho con forma de túnel. Fruto una cápsula,  ovoide-elipsoide, loculicida. Las semillas aplanadas, estrechamente aladas.

## Distribución
Se distribuye por China, Corea, Mongolia.

## Taxonomía
Anemarrhena asphodeloides fue descrita por Alexander von Bunge  y publicado en Species Plantarum, Editio Secunda 438. 1762.
Sinonimia
- Terauchia anemarrhenifolia Nakai[5]